# Unnamed Memory 無名記憶
《Unnamed Memory》是古宮九時所著的日本輕小說。最早是在作者的個人網站「no-seen flower」上連載（作者當時是以「藤村由紀」名義），後於2012年9月起在成為小說家吧連載。2019年1月起，經KADOKAWA旗下文庫品牌電擊新文藝發行實體書籍版，由chibi擔綱插畫，全6卷。2022年2月17日起，於電擊新文藝出版續篇《Unnamed Memory -after the end-》，現已出版5卷。
本作獲得2020年《這本輕小說真厲害！》單行本、Novels部門第1位，在2021年獲得第3位。店員最愛輕小說大賞2020單行本部門第1位。
2020年9月起在《月刊Comic電擊大王》上開始連載本作的改編漫畫，同年10月，在Audible上發行本作的有聲書。
2022年12月13日，宣佈獲改編為於2023年首播的電視動畫，動畫製作公司是ENGI。2023年7月14日，宣佈改為2024年首播。第2季於2025年1月至3月播出。

## 故事簡介
大陸強國法爾薩斯的王太子奧斯卡，被「沉默的魔女」所詛咒注定將無法留下子嗣。而奧斯卡以外的年輕王族不是死去就是失蹤，法爾薩斯一時之間陷入了若奧斯卡死後將無人可繼承王位與國家的窘境。奧斯卡成年後為了解除身上的詛咒，於是找上了世界最強的魔女緹娜夏，通過魔女的設下的試煉，在緹娜夏那得知這其實不是詛咒而是種祝福，但尋常女性註定無法為奧斯卡孕育子嗣，除非對方是比「沉默的魔女」更強大的女性才有可能。於是奧斯卡便向她提出了一個要求——
「請和我結婚並生下我的孩子。」「恕我拒絕！」
無可奈何的緹娜夏迫於自己曾答應過，通過其試煉者可以提出一個要求由她來完成的誓言，不得不就此暫時跟在奧斯卡的身旁，試圖為他解開詛咒。並與奧斯卡建立了契約關係。開始了改變兩人命運和大陸歷史的故事。

## 角色列表

### 主角
奧斯卡（Oscar，聲：中島良樹）
全名為「奧斯卡・拉耶斯・英克雷亞杜斯・羅茲・法爾薩斯」大陸強國法爾薩斯的王太子。本作的主角。緹娜夏的契約者及丈夫，年齡約為20歲，後登基為21代法爾薩斯的國王，愛劍是有著絕對魔法抗性的王劍阿卡西亞。
在第一卷中，為了破解「沉默的魔女」的詛咒而前往蒼藍之塔尋找「蒼月魔女」——緹娜夏幫忙，在攻塔成功後，奧斯卡以緹娜夏成為他的妻子作為成功攻塔後的願望，但遭到緹娜夏的拒絕，其後奧斯卡以緹娜夏留在法爾薩斯，待在他的身邊一年作為要求，緹娜夏答應作為他的守護者，留在他的身邊一年及幫助他解咒。
在第三卷中，奧斯卡與緹娜夏迎戰「未被邀請之魔女」前，向緹娜夏求婚，讓她在戰勝後和他結婚，緹娜夏答應他的求婚。其後在戰勝後返回法爾薩斯舉辦婚禮。
婚禮完結後，奧斯卡幫緹娜夏在蒼藍之塔整理魔法道具時，因誤觸藍色的「艾爾特利亞」而回到400年前的黑暗時代，並遇見13歲的緹娜夏。
緹娜夏聽完奧斯卡的經歷後，決定幫他尋找回到400年後的方法。其後緹娜夏成功找到回到400年後的方法定告訴給奧斯卡聽，但奧斯卡在傳送回400年後時，因不忍心緹娜夏被人利用而成為魔女，所以決定停止傳送並拯救了她，因成功阻止緹娜夏成為魔女，從而改變了鐸洱達爾被滅亡的結果。
但其後因歷史遭到改變而消失，但在消失前與緹娜夏約定，要在歷史遭到改寫後的400年再次相遇及相愛。
在第四卷中，在回溯事件發生後大約5年，緹娜夏以魔法沉睡400年至法爾薩斯歷527年，但因奧斯卡到訪鐸洱達爾尋找解咒的方法時，進入了緹娜夏沉睡的房間而令到她提早一年甦醒，兩人也因此再次相遇，但因歷史遭到改寫，令奧斯卡完全忘記回溯前對緹娜夏的感情。
在第五卷中，和緹娜夏一起與沉默的魔女戰鬥時，被揭露奧斯卡是「沉默的魔女」——菈碧妮亞的孫子，並指出奧斯卡本是死去的人，但他母親因接受不了奧斯卡被殺死的結果，在他被殺死後的一天使用藍色的「艾爾特利亞」返回奧斯卡被鳥類魔族殺死前的一刻拯救了他，菈碧妮亞因此而對奧斯卡及他的父親落下永遠都不能誕下子嗣，即使誕下，他們的母親也因承受不了強大的魔力而死亡的詛咒。
在第六卷結尾中，因在鐸洱達爾新王即位典禮中察覺到緹娜夏不見了，其後他返回到法爾薩斯，因瓦爾托劫走緹娜夏到法爾薩斯的寶庫中拿取紅色的「艾爾特利亞」後，瓦爾托把藍色的「艾爾特利亞」拿出來並命令緹娜夏破壞掉它們時，被奧斯卡發現，然瓦爾托拉着緹娜夏跑到位於法爾薩斯地下的無言湖上，但緹娜夏和藍色「艾爾特利亞」跌入湖中，而緹娜夏想使用魔力回到岸時，藍色「艾爾特利亞」突然發動。
回到與緹娜夏新婚之夜（小說第三卷；動畫第11至12集期間），被緹娜夏吵醒；被緹娜夏告知其實現在乃「艾爾特利亞」剛重構的新世界。而緹娜夏腦海中陸續湧出在其他世界線的記憶；證明自己就是新的時讀一族。她把這事圍繞着「艾爾特利亞」告訴給奧斯卡聽。而奧斯卡聽後決定把兩顆「艾爾特利亞」都破壞掉。
在奧斯卡把兩顆「艾爾特利亞」破壞後；有一陣閃光把他和緹娜夏都傳送到未來某一個節點。不過奧斯卡的年齡則變為16歲。
但因奧斯卡和緹娜夏在此次事件發生後，他們的靈魂即使死後也無法融入世界；所以就算他們都死了，也會在幾十年後獲得新的身體。他們的靈魂會被送進出生前就失去靈魂的嬰兒體內，並再次重新成長及相遇相愛。
此後，他們兩個立誓要找到12件外部者的咒具並摧毁掉它們，而故事就到此完結。
緹娜夏（Tinasha，聲：種崎敦美）
全名為「緹娜夏·艾斯·梅亞·烏爾·艾緹露娜·鐸洱達爾(ティナーシャ・エース・メア・ウル・エティルナ・ドーダル)」，別名「蒼月魔女」。本作的主角。奧斯卡的契約者及妻子。是一名精靈術師。擅長攻擊魔法與防禦魔法。是所有魔女中年紀最小的，成為魔女前，年齡為13歲，同年成為魔女，與奧斯卡相遇時的年齡約為418歲，外表是16歲左右的少女，但是自己的身體卻停止了成長。擁有最強的戰鬥力和魔法能力。
原本是人類，為古代魔法大國鐸洱達爾的最後一任女王，但在新生兒時就與父母失散，並在城堡中長大。
在第二卷中提及，拉納克為了得到更強大的力量，騙緹娜夏說『有好事』後，抱著她來到大聖堂，將她放到祭壇上，用短劍切開她的腹部，並使用她的肉體作為媒介召喚魔力，為了防止緹娜夏在此儀式過程中死亡，鐸洱達爾舊體制派的魔法師使用治療魔法幫緹娜夏續命，其後魔力出現，拉納克開始吸收出現的魔力，但卻因無法控制而以失敗收場。其後魔力以緹娜夏為中心形成巨大漩渦並徹底摧毀了鐸洱達爾，在鐸洱達爾被摧毀後，緹娜夏便把摧毀鐸洱達爾的魔力吸收並成為了魔女。
在第三卷中，奧斯卡與緹娜夏迎戰「未被邀請之魔女」前，向緹娜夏求婚，讓她在戰勝後和他結婚，緹娜夏答應他的求婚。其後在戰勝後返回法爾薩斯舉辦婚禮。婚禮完結後，奧斯卡幫緹娜夏在蒼藍之塔整理魔法道具時，誤觸藍色的「艾爾特利亞」而回到400年前的黑暗時代，並遇見13歲的緹娜夏，緹娜夏聽完奧斯卡的經歷後，決定幫他尋找回到400年後的方法，其後緹娜夏成功找到回到400年後的方法並告訴給奧斯卡聽，但奧斯卡在傳送回400年後時，因不忍心緹娜夏被人利用而成為魔女，所以決定停止傳送並拯救了她，因成功阻止緹娜夏成為魔女，從而改變了鐸洱達爾被滅亡的結果，其後因原本的時間線被改變而消失，但在消失前與緹娜夏約定，要在歷史遭到改寫後的400年再次相遇及相愛。在此事件後的一年，緹娜夏成為鐸洱達爾的女王，在此期間，殺死了「未被邀請之魔女」——蕾歐諾菈。在即位大約5年後，緹娜夏宣佈退位，並以魔法沉睡400年至法爾薩斯歷527年，但因奧斯卡到訪鐸洱達爾尋找解咒的方法時，進入了緹娜夏沉睡的房間而提早一年甦醒，兩人也因此再次相遇，但因歷史遭到改寫，奧斯卡完全忘記回溯前對緹娜夏的感情，令緹娜夏要慢慢與奧斯卡培養感情。
在第四卷中 ，緹娜夏甦醒後宣布再次任職鐸洱達爾的女王，但只任職一年，在此期間，也幫助奧斯卡解咒，在任期完結後，會到法爾薩斯與奧斯卡結婚並成為他的王妃。
在第六卷結尾中，在鐸洱達爾新王即位典禮中，她察覺到魔力異常並移動到瓦爾托前。其後她被瓦爾托以鐸洱達全國人民性命要脅；命令她到法爾薩斯的寶庫中拿取紅色的「艾爾特利亞」。其後瓦爾托拿出藍色的「艾爾特利亞」並命令她摧毁掉兩顆「艾爾特利亞」時，因被奧斯卡發現，然瓦爾托拉着緹娜夏跑到位於法爾薩斯地下的無言湖上，但緹娜夏和藍色「艾爾特利亞」跌入湖中，而緹娜夏想使用魔力回到岸時，藍色「艾爾特利亞」突然發動。艾爾特利亞突然向緹娜夏發問：希望在何時重構世界？緹娜夏則回「在我最幸福的時候」。
結果緹娜夏在與奧斯卡的新婚之夜甦醒（小說第三卷；動畫第11至12集期間）。而緹娜夏腦海中陸續湧出在其他世界線的記憶；證明自己就是新的時讀一族。她把這事圍繞着「艾爾特利亞」告訴給奧斯卡聽。而奧斯卡聽後決定把兩顆「艾爾特利亞」都破壞掉。
在奧斯卡把兩顆「艾爾特利亞」破壞後；有一陣閃光把他和緹娜夏都傳送到未來某一個節點。不過奧斯卡的年齡則變為16歲。
但因奧斯卡和緹娜夏在此次事件發生後，他們的靈魂即使死後也無法融入世界；所以就算他們都死了，也會在幾十年後獲得新的身體。他們的靈魂會被送進出生前就失去靈魂的嬰兒體內，並再次重新成長及相遇相愛。
此後，他們兩個立誓要找到12件外部者的咒具並摧毁掉它們，而故事就到此完結。

### 下屬
拉札爾（Lazar，聲：梅田修一朗）
奧斯卡的侍從。總是遭遇不幸。
希爾薇婭（Sylvia，聲：夏吉優子）
屬於法爾薩斯的魔導士。討厭可怕的東西。是一個溫柔的女性。與緹娜夏關係很好。
美蕾蒂娜（Meredina，聲：赤崎千夏）
亞爾斯的武官。吐槽擔當。
亞爾斯（Ars，聲：佐藤拓也）
法爾薩斯的年輕將軍。愛好酒。
卡普（Curve，聲：天崎滉平）
屬於法爾薩斯的魔導士。專門研究魔法藥劑。相當認真。
那克（Narc，聲：森永千才）
緹娜夏馭使的紅龍，其後把馭使權交給奧斯卡，使除了緹娜夏外，奧斯卡成為那克的主人之一。年齡不詳，但至少有400歲，雜食性。可根據主人的指令改變自身大小。

### 魔女
露克芮札（Lucrezia，聲：川澄綾子）
別名「封閉之森魔女」。擅長魔法藥的製作與精神魔法的操控。在其他四位魔女中唯一與緹娜夏友好；後也順便協助法爾薩斯國。
在第六卷中，露克芮札為了破壞外部者的咒具但失敗而精神被困在外部者的咒具中，肉體則被瑪葛達魯西亞國王-烏貝爾特控制及使用，最後因緹娜夏成功破壞外部者的咒具，精神成功返回肉體，並殺死了烏貝爾特。
蕾歐諾菈（Leonora，聲：齋藤千和）
擅長召喚魔法與治癒魔法，別名「未被邀請之魔女」。
在第三卷中，被奧斯卡和緹娜夏聯合殺死，而在第四卷中，被未魔女化的緹娜夏殺死。
菈碧妮亞（聲：園崎未惠）
擅長祝福魔法與詛咒魔法，別名「沉默魔女」，奧斯卡身上的詛咒（實際為祝福）的元兇。
在第五卷中有提及菈碧妮亞其實是奧斯卡的祖母。
卡桑德拉
擅長未來視與不可視的魔法構成，別名「水之魔女」。
在第六卷中，緹娜夏為了偵查村子因為不明原因而毀滅的案件，而前往鐸洱達爾東北邊境附近的城鎮占卜，幫緹娜夏占卜的占卜師就是卡桑德拉。

### 其他法爾薩斯王族
以下四位角色皆是作者所寫的同人志——變質的旅途中的角色
菲斯特莉雅
奧斯卡與緹娜夏的女兒，長女，天生的第六位魔女。
威爾
奧斯卡與斯塔西婭的兒子，長子，為22代法爾薩斯的國王，王劍阿卡西亞的繼承者。
路易斯
奧斯卡的兒子，次子，幫助身為國王的哥哥而擔任宰相。
斯塔西婭
為大陸東岸的國家塔爾維加第三位公主，於緹娜夏中意的王妃候選者，奧斯卡的第二任妻子，其本身自認為王的臣下而克盡職守。

### 鐸洱達爾國
拉納克（Lanak，聲：柳田淳一）
十分強大的魔法師。
緹娜夏的舊識；為古代魔法大國鐸洱達爾的國王候選者。
後來號召其他受迫害的魔法師建立新國家庫斯克爾（Cuscull）。
在第二卷中，拉納克在四百年後與緹娜夏再次相遇，並在被毀滅的鐸洱達爾大聖堂遺跡中迎娶緹娜夏及借用緹娜夏的力量作為觸媒，連結五座魔法湖，形成籠罩及監視整座大陸的大網，但最終因緹娜夏的反叛而失敗告終，而拉納克則在此過程中逃跑，但最終被奧斯卡騎着那克追上後斬首。
而在第三卷尾中，因奧斯卡在蒼藍之塔幫助緹娜夏整理魔法道具時，誤觸到藍色的艾爾特利亞而回到400年前的黑暗時代，其後因阻止了拉納克使用緹娜夏的肉體作為媒介來召喚及吸收魔力的計劃而令到拉納克老羞成怒。其後使用自身的肉體來召喚及吸收魔力，在吸收魔力的過程中，奧斯卡向拉納克扔出阿卡西亞，令到其無法繼續治癒自身，但因魔力一直在召喚及進入拉納克的身體內，並因無法使用治癒魔法而令到身體各處的血管破裂，身體因無法承受一直被注入體內的魔力而爆炸死亡，而魔力則以拉納克飛濺的鮮血及肉片作為媒介，進一步流瀉出來，最終緹娜夏在奧斯卡的鼓勵及支持下把這些魔力吸收，並阻止了鐸洱達爾的滅亡。
米拉（Mila，聲：吉田有里）
鐸洱達爾國十二契約精靈之一，外觀只是一名紅髮少女，魔力卻十分強大。視緹娜莎為好朋友。
莉莉婭（Lilia，聲：茅野愛衣）
鐸洱達爾國十二契約精靈之一，青髮的女性。她認為愛情是人生的絆腳石，時不時向緹娜莎提出瘋狂的建議。視緹娜莎為好朋友。
帕米菈（Pamela，聲：大西沙織）
精靈術士。她的家族自古服侍鐸洱達爾王國。她自小仰慕「公主魔女」緹娜莎—艾緹露娜。精靈術士失去貞操之後會流失大量魔力，被視為無能。她的父母相戀結婚而誕下自己，帕米菈卻在拉納克的新王國被受歧視說閒話。只有緹娜莎欣賞她是父母疼惜的愛情結晶，遂立志效忠緹娜莎一人。
雷納特（Renart，聲：石谷春貴）
自小從亡父繼承魔法，母親只是普通人類卻被逼害殺死。為母報仇而加入拉納克陣營。在戰場屠殺了太多人類士兵，感到麻木厭惡。他違規放走了投降的士兵，將要被軍法處置之際，為緹娜莎所救。緹娜莎解開了他的復仇心結，他隨即宣誓永遠追隨緹娜莎。
朵莉絲（Tris，聲：稗田寧寧）
她視拉納克為魔法師的救星，也極度崇拜魔女緹娜莎。奉拉納克之命服侍緹娜莎。當緹娜莎反叛拉納克之時，她驚呆着不知所措。

### 塔伊利國
魯斯托（Rust，聲：木村良平）
塔伊利國王太子，繼承國家逼害魔法師血統的種族滅絕政策，討伐拉納克的魔法國叛亂卻大敗而回，死傷無數。極度仇視魔法師，但經過緹娜莎多次勸導後，有所動搖。

### 亞爾達國
涅菲莉（Nephelli，聲：本泉莉奈）
亞爾達國的公主，金髮美人，暗戀奧斯卡。看到她，緹娜莎認定自己闖入並擾亂了奧斯卡的人生，感嘆本來奧斯卡應該會迎娶涅菲莉才對。

### 岡杜那國
特拉畢斯（Travis，聲：福山潤）
最上階魔族，為蕾歐諾菈所召喚。與緹娜夏關係較好。在第三卷中，在岡杜那建國紀念典禮中相遇。
在第四卷中，特拉畢斯主動找緹娜夏戰鬥，在把她打至奄奄一息，瀕臨死亡時治癒了她。
在作者所寫的同人志『變質的旅途』中，拯救了因瘴氣而奄奄一息的緹娜夏。
奧蕾莉亞（Aurelia，聲：清水理沙）
岡杜那國的王族少女，擁有不可思議的能力，受特拉畢斯所保護。

### 其他角色
瓦爾托（Valt，聲：梶裕貴）
全名為「瓦爾托•霍格尼斯•加茲•克羅諾斯（ヴァルト・ホグナス ガズ・クロノス）」本作的反派，神秘的男性魔法師，棕色頭髮，左邊耳朵掛着一條羽毛狀的耳環。他歷過很多次時間回溯，但在每次有人使用「艾爾特利亞」回溯時間後，他的記憶不會着時間回溯而消失，在每次時間回溯後，他的記憶會在某個時間段突然地全部進入他的腦袋（包括上幾次回溯後的記憶）而感到痛苦，因此立誓要找到兩個「艾爾特利亞」（紅和藍）並摧毁它們，令到所有人不能再使用它們來改變世界，並且讓世界回復到原本的世界。

在第六章中有提及，瓦爾托做了一個夢，夢中有講述瓦爾托在多次時間回溯前，他曾是法爾薩斯的宮廷魔法師，其後更成為了魔法師長。

在第六卷結尾中，在鐸洱達爾新王即位典禮中，瓦爾托劫走緹娜夏，並命令她到法爾薩斯的寶庫中拿取紅色的「艾爾特利亞」其後瓦爾托拿出藍色的「艾爾特利亞」並命令她摧毁掉兩顆「艾爾特利亞」但因被奧斯卡發現，而拉著緹娜夏跑到位於法爾薩斯地下的無言湖中，但其後緹娜夏和藍色「艾爾特利亞」跌入湖中，緹娜夏使用魔力回到岸上時，藍色「艾爾特利亞」突然發動，時間再次回溯，而兩顆「艾爾特利亞」則被奧斯卡破壞掉。
蜜菈莉絲（Miralys，聲：楠木燈）
跟瓦爾托相關的神秘少女。曾經潛伏奧斯卡身邊，意圖偷取在法爾薩斯寶庫中的紅色「艾爾特利亞」，但因偷襲奧斯卡失敗而被奧斯卡和緹娜夏聯合攻擊後撤退，之後多次尋找機會潛入法爾薩斯寶庫偷取紅色「艾爾特利亞」。

## 用語

### 魔女
蒼月魔女
本名「緹娜夏·艾斯·梅亞·烏爾·艾緹露娜·鐸洱達爾」。五位魔女其中的一位；被認為擁有最強的力量。
她在不屬於任何國家的荒野之中築起蒼藍之塔，並定居於塔的最頂層。
沉默魔女
五位魔女其中的一位。擅長詛咒與祝福魔法。奧斯卡的祖母。
封閉之森魔女
五位魔女其中的一位。也是其他魔女中唯一與緹娜夏交好。擅長魔法藥的製作與精神魔法。
未被邀請之魔女
五位魔女其中的一位。擅長召喚魔法與治癒魔法。是暫時唯一一名被殺死的魔女。
水之魔女
五位魔女其中的一位。擅長未來視與不可視的魔法構成。

### 國家
法爾薩斯
塔爾維加
甘那夏

## 出版書籍

### 輕小說
| 卷數 | KADOKAWA | KADOKAWA      | KADOKAWA               | 東立出版社           | 東立出版社    | 東立出版社             |
| 卷數 | 副標題   | 發售日期      | ISBN                   | 副標題               | 發售日期      | EAN / ISBN             |
| ---- | -------- | ------------- | ---------------------- | -------------------- | ------------- | ---------------------- |
| 1    |          | 2019年1月17日 | ISBN 978-4-04-912267-1 | 蒼月魔女與受詛咒之王 | 2020年12月3日 | EAN 471-060-104-364-6  |
| 2    |          | 2019年5月17日 | ISBN 978-4-04-912380-7 | 失去寶座的女王       | 2021年9月30日 | ISBN 978-957-267-380-5 |
| 3    |          | 2019年9月17日 | ISBN 978-4-04-912381-4 | 立誓永恆的盡頭       | 2022年6月6日  | ISBN 978-957-268-797-0 |
| 4    |          | 2020年1月17日 | ISBN 978-4-04-912803-1 | 從白紙重來           | 2023年1月5日  | ISBN 978-626-347-654-7 |
| 5    |          | 2020年6月17日 | ISBN 978-4-04-912804-8 | 直至祈禱的沉默       | 2023年9月14日 | ISBN 978-626-360-655-5 |
| 6    |          | 2021年4月17日 | ISBN 978-4-04-912805-5 | 無名故事的終焉       | 2024年4月15日 | ISBN 978-626-020-325-2 |

Unnamed Memory -after the end-
| 卷數 | KADOKAWA       | KADOKAWA               | 東立出版社    | 東立出版社                           | 東立出版社 |
| 卷數 | 發售日期       | ISBN                   | 發售日期      | ISBN                                 |            |
| ---- | -------------- | ---------------------- | ------------- | ------------------------------------ | ---------- |
| 1    | 2022年2月17日  | ISBN 978-4-04-913870-2 | 2025年2月27日 | ISBN 978-626-021-680-1               |            |
| 2    | 2022年12月16日 | ISBN 978-4-04-914755-1 | 2025年8月4日  | ISBN 978-626-025-006-5（首刷附錄版） |            |
| 3    | 2023年10月17日 | ISBN 978-4-04-915288-3 |               |                                      |            |
| 4    | 2024年4月17日  | ISBN 978-4-04-915604-1 |               |                                      |            |
| 5    | 2025年1月17日  | ISBN 978-4-04-916143-4 |               |                                      |            |
| 6    | 2025年5月16日  | ISBN 978-4-04-916326-1 |               |                                      |            |

### 漫畫
| 卷數 | KADOKAWA       | KADOKAWA               | 東立出版社    | 東立出版社             |
| 卷數 | 發售日期       | ISBN                   | 發售日期      | ISBN                   |
| ---- | -------------- | ---------------------- | ------------- | ---------------------- |
| 1    | 2021年4月9日   | ISBN 978-4-04-913712-5 | 2022年10月7日 | ISBN 978-957-26-7982-1 |
| 2    | 2021年9月27日  | ISBN 978-4-04-913989-1 | 2025年1月3日  | ISBN 978-626-360-302-8 |
| 3    | 2022年6月10日  | ISBN 978-4-04-914472-7 |               |                        |
| 4    | 2023年1月10日  | ISBN 978-4-04-914829-9 |               |                        |
| 5    | 2023年8月10日  | ISBN 978-4-04-915189-3 |               |                        |
| 6    | 2024年2月26日  | ISBN 978-4-04-915541-9 |               |                        |
| 7    | 2024年9月27日  | ISBN 978-4-04-915921-9 |               |                        |
| 8    | 2024年12月26日 | ISBN 978-4-04-916115-1 |               |                        |
| 9    | 2025年7月26日  | ISBN 978-4-04-916493-0 |               |                        |

## 電視動畫

### 主題曲
第1季
片頭曲
演唱、作詞、作曲：丁，編曲：丁、樂
片尾曲blan_
演唱：Arika（夏吉優子×大和），作詞：夏吉優子，作曲、編曲：大和
第2季
片頭曲Unsung ballad
演唱：TRUE，作詞：唐澤美帆，作曲、編曲：白戶佑輔。
片尾曲inclusion
演唱：Arika，作詞：夏吉優子，作曲、編曲：大和。

### 各話列表
| 話數   | 標題             | 劇本     | 分鏡              | 演出              | 作畫監督 | 總作畫監督                              | 首播日期      |       |       |       |       |       |       |       |       |       |       |       |       |       |       |       |       |       |
| 第1季  | 第1季            | 第1季    | 第1季             | 第1季             | 第1季 | 第1季                                   | 第1季         | 第1季 | 第1季 | 第1季 | 第1季 | 第1季 | 第1季 | 第1季 | 第1季 | 第1季 | 第1季 | 第1季 | 第1季 | 第1季 | 第1季 | 第1季 | 第1季 | 第1季 |
| ------ | ---------------- | -------- | ----------------- | ----------------- | --- | --------------------------------------- | ------------- | ----- | ----- | ----- | ----- | ----- | ----- | ----- | ----- | ----- | ----- | ----- | ----- | ----- | ----- | ----- | ----- | ----- |
| 第1話  | 詛咒之語與蒼之塔 | 赤尾凸   | 熊野千尋          | 槙麻里奈          | 宇井川真明 田守優希 青沼光 增井良紀 | 宇井川真明                              | 2024年 4月9日 |       |       |       |       |       |       |       |       |       |       |       |       |       |       |       |       |       |
| 第2話  | 被反覆觸及的過往 | 鹽味鷹虎 | 熊野千尋 長田信博 | 石井輝            | 西川雅史 村長由紀 關本光夏 餘利峰 尤倩 | 伊藤陽祐                                | 4月16日       |       |       |       |       |       |       |       |       |       |       |       |       |       |       |       |       |       |
| 第3話  | 森林所做之夢     | 篠塚智子 | 熊野千尋          | 茉田哲明          | Lee Seong-jin Kang Hyeon-guk Ahn Min-mi Park Jae-seok | 宇井川真明 鯉川慎平                     | 4月23日       |       |       |       |       |       |       |       |       |       |       |       |       |       |       |       |       |       |
| 第4話  | 为空壳注入生命   | 富田賴子 | 增田敏彦          | 宮田亮            | 横山香月 青沼光 秋山繪梨 青戶結加 Lee Seunghee Park Sunok Kim Jeongwoo 西川雅史                                                                               | 宇井川真明                              | 4月30日       |       |       |       |       |       |       |       |       |       |       |       |       |       |       |       |       |       |
| 第5話  | 無名的情感       | 富田賴子 | 熊野千尋          | 槙麻里奈          | Kang Hyeon-guk Kim Si-gyeong Park Ji-yeong Lee Yun-seok Lee Seong-jin Ahn Min-mi Lee Yeong-mi Lee Ji-taek                                                     | 伊藤陽祐                                | 5月7日        |       |       |       |       |       |       |       |       |       |       |       |       |       |       |       |       |       |
| 第6話  | 深淵誕生之時     | 涼村千夏 | 大宙征基          | 村山靖            | Kang Hyeon-guk Kim Hyeon-a Park Jae-seok Lee Seong-jin Ahn Min-mi                                                                                             | 鯉川慎平 伊藤陽祐                       | 5月14日       |       |       |       |       |       |       |       |       |       |       |       |       |       |       |       |       |       |
| 第7話  | 夢的終結         | 涼村千夏 | 石井輝            | 石井輝            | Kang Hyeon-guk Park Jae-seok Kim Si-gyeong Lee Yeong-mi Lee Seong-jin Ahn Min-mi Park Ji-yeong Kang Ji-su                                                     | 伊藤陽祐 田中栞莉                       | 5月21日       |       |       |       |       |       |       |       |       |       |       |       |       |       |       |       |       |       |
| 第8話  | 翠綠藤蔓         | 篠塚智子 | 熊野千尋          | 神保昌登          | 松川哲也 廣富麻由 大西貴子 山本亮友 | 宇井川真明                              | 5月28日       |       |       |       |       |       |       |       |       |       |       |       |       |       |       |       |       |       |
| 第9話  | 不解之事         | 鹽味鷹虎 | 增田敏彦          | 村山靖            | 橫山香月 青沼光 橫山香月 吉井安里咲 秋山繪梨 青戶結加 田守優希                                                                                                | 宇井川真明                              | 6月4日        |       |       |       |       |       |       |       |       |       |       |       |       |       |       |       |       |       |
| 第10話 | 白紙般的孩子們   | 涼村千夏 | 大宙征基          | 金澤由季          | 横山香月 Lee Seong-jin Kim Si-gyeong Park Ji-yeong Kim So-hyeon Shin Eun-ah Kang Ji-su Lee Yeong-mi Park Jae-seok                                             | 能海知佳                                | 6月11日       |       |       |       |       |       |       |       |       |       |       |       |       |       |       |       |       |       |
| 第11話 | 沙之城堡         | 赤尾凸   | 東海林真一        | 村山靖            | 横山香月 田守優希 青戶結加 秋山繪梨 李慶 陳洁琼 劉定福 過鈴 鄭楓 胡建                                                                                         | 宇井川真明 伊藤陽祐 鯉川慎平            | 6月18日       |       |       |       |       |       |       |       |       |       |       |       |       |       |       |       |       |       |
| 第12話 | 背道而驰的记忆   | 赤尾凸   | 熊野千尋 三浦和也 | 熊野千尋          | CHOI Dongjin IM Sunhee DANG HOANG MY LINH NGUYEN THI THU TRANG DOUNG THI THUY AN Kim Kwang Woo Yoon Hyeok Jun Jang Hyug Wan Heo Jeong Hwa 陳海官 無錫月靈動畫 | 能海知佳 伊藤陽祐 鯉川慎平 PARK Gayoung | 6月25日       |       |       |       |       |       |       |       |       |       |       |       |       |       |       |       |       |       |
| 第2季  |                  |          |                   |                   | |                                         |               |       |       |       |       |       |       |       |       |       |       |       |       |       |       |       |       |       |
| 第13話 | 從白紙重新開始   | 篠塚智子 | 熊野千尋          | 熊野千尋          | 藤崎 madeline 月靈動畫 半扇門動畫 旭陽動畫 米豆動畫 | 能海知佳                                | 2025年 1月7日 |       |       |       |       |       |       |       |       |       |       |       |       |       |       |       |       |       |
| 第14話 | 玻璃的羽化       | 篠塚智子 | 熊野千尋          | 伊藤史夫          | 鯉川慎平 Lee Seong-jin Park Seo-jeong Ahn Min-mi Shin Soo-jin                                                                                                 | 鯉川慎平                                | 1月14日       |       |       |       |       |       |       |       |       |       |       |       |       |       |       |       |       |       |
| 第15話 | 没有答案的祈祷   | 涼村千夏 | 熊野千尋          | 村山靖            | Lee Seong-jin Park Seo-jeong So Eun-ji Ahn Min-mi Hong Hyeon-suk 月靈動画 半扇門動画                                                                          | 鯉川慎平                                | 1月21日       |       |       |       |       |       |       |       |       |       |       |       |       |       |       |       |       |       |
| 第16話 | 看不见的容貌     | 涼村千夏 | 增田敏彦          | 福元新一          | 仲金 季亞晨 盛刚 李望斌 旭陽動画 米豆動画 半扇門動画 月靈動画                                                                                                 | 能海知佳 宇井川真明                     | 1月28日       |       |       |       |       |       |       |       |       |       |       |       |       |       |       |       |       |       |
| 第17話 | 約定的折返       | 富田賴子 | 熊野千尋          | 內堀雅人          | Lee Seong-jin Ahn Min-mi Kang Hyeon-guk Kim Jeong-guk | 能海知佳 宇井川真明 永作友克            | 2月4日        |       |       |       |       |       |       |       |       |       |       |       |       |       |       |       |       |       |
| 第18話 | 無血的傷痕       | 涼村千夏 | 石井輝            | 長岡義孝          | 上月庸佑 松下順子 西川真人 山下聖美 巨巨 大樹 箱子 Kim Sangmin Choi Jonggi Lee Chungsik Kim Sukhui Kim Wonhui 半扇門動畫                                      | 鯉川慎平                                | 2月11日       |       |       |       |       |       |       |       |       |       |       |       |       |       |       |       |       |       |
| 第19話 | 幸福的悲傷       | 涼村千夏 | 熊野千尋          | 村山靖            | Lee Seong-jin Kim Jeong_u Shin Bun-ah Kang Hyeon-guk Kim Jeong-suk                                                                                            | 能海知佳 宇井川真明 永作友克            | 2月18日       |       |       |       |       |       |       |       |       |       |       |       |       |       |       |       |       |       |
| 第20話 | 永遠的一半       | 篠塚智子 | 增田敏彥          | 福元新一          | 鯉川慎平 | -                                       | 2月25日       |       |       |       |       |       |       |       |       |       |       |       |       |       |       |       |       |       |
| 第21話 | 過去的驕傲       | 涼村千夏 | 熊野千尋          | 菱川直樹          | 德田夢之介 宇都木勇 永田有香 花澤友梨 日影工房 Studio EverGreen                                                                                               | 鯉川慎平                                | 3月4日        |       |       |       |       |       |       |       |       |       |       |       |       |       |       |       |       |       |
| 第22话 | 与某时的你       | 涼村千夏 | 熊野千尋          | 大庭秀昭          | Lee Deok Kim Jeong-suk Lee Seong-jin Ahn Min-mi 陈洁琼 赵小川 徐超 陈玲玲 姜海华                                                                              | 能海知佳 宇井川真明 永作友克            | 3月11日       |       |       |       |       |       |       |       |       |       |       |       |       |       |       |       |       |       |
| 第23话 | 记忆的尽头       | 赤尾凸   | 熊野千尋          | 熊野千寻 三浦和也 | 宫原史子 木村灯 Lee Seong-jin Shin Eun-ah Kim Jeong-u 4tune 半扇门动画                                                                                        | 能海知佳 伊藤阳祐 永作友克              | 3月18日       |       |       |       |       |       |       |       |       |       |       |       |       |       |       |       |       |       |
| 第24話 | 予无名故事以终焉 | 赤尾凸   | 熊野千尋          | 熊野千寻 三浦和也 | 宫原史子 木村灯 Kang Hyeon-guk Kim-Jeong-guk Kim Jeong-u 月灵动画 半扇门动画 grain                                                                            | 能海知佳 伊藤阳祐 永作友克              | 3月25日       |       |       |       |       |       |       |       |       |       |       |       |       |       |       |       |       |       |

### BD＆DVD
| 卷數  | 發行日期      | 收錄話數       | 規格編號  | 規格編號   |
| 卷數  | 發行日期      | 收錄話數       | BD BOX    | DVD BOX    |
| Act.1 | Act.1         | Act.1          | Act.1     | Act.1      |
| ----- | ------------- | -------------- | --------- | ---------- |
| 上    | 2024年8月28日 | 第1話－第6話   | KAXA-8871 | KABA-11581 |
| 下    | 2024年9月25日 | 第7話－第12話  | KAXA-8872 | KABA-11582 |
| Act.2 |               |                |           |            |
| 上    | 2025年5月28日 | 第13話－第18話 | KAXA-9001 | KABA-11661 |
| 下    | 2025年6月25日 | 第19話－第24話 | KAXA-9002 | KABA-11662 |

## 外部連結
- 作者個人網站（日語）
- 成為小說家吧連載網站（日語）
- KADOKAWA特設網站（日語）
- 漫畫連載網站（日語）
- 12月新書試閱「Unnamed Memory 無名記憶Ⅰ蒼月魔女與受詛咒之王」 - 東立小說官方部落格（繁體中文）
- 《Unnamed Memory 無名記憶》TV電視動畫官網（日語）
- 《Unnamed Memory 無名記憶》TV電視動畫官方的X（前Twitter）（日語）